# José Tohá
Pour les articles homonymes, voir Tohá.
José Toha Gonzalez (Chillán, 6 février 1927 – Santiago du Chili, 15 mars 1974) journaliste, avocat et homme politique chilien, ministre de l’Intérieur puis ministre de la Défense et vice-président de Salvador Allende.

## Biographie
Naissance dans la ville de Chillán, fils de l’émigré Catalan José Toha Soldavilla et de son épouse Brunilda Gonzalez Monteagudo. Études chez les pères jésuites puis au lycée de garçons de Chillan. Études de droit à l’université du Chili où il occupe la présidence de la Fédération des étudiants du Chili dans les années 1950-51. Il se consacre ensuite au journalisme.
En 1958, il entre au Conseil du journal Ultima Hora. En 1960, il en occupe la Direction. Il assumera cette fonction  sans interruption durant dix années, jusqu’à l’avènement de l’Unité populaire.
Militant du Parti socialiste depuis 1942, année de son adhésion à la Fédération des jeunes socialistes au sein de son lycée. Membre du comité central du parti, il est impliqué dans les quatre campagnes présidentielles de Salvador Allende.
Dès son accession à la présidence, Salvador Allende le nomme ministre de l’Intérieur et Vice-président de la République. À la suite d’une accusation constitutionnelle présentée par le parti d’opposition (Démocratie chrétienne) à son encontre au motif de « tolérance du Gouvernement vis-à-vis de groupes armés »,  il est destitué de ses fonctions. Allende riposte aussitôt en le nommant ministre de la Défense, ce qui indigne ses opposants, qui considèrent cela comme un acte de provocation. En tant que ministre de la Défense, il  jugule une première tentative de coup d’État, nommée le « Tanquetazo ». À cette occasion, il est assisté par le général Pinochet, qui, quelques mois plus tard, dirigera lui-même le coup d’État qui renversera Allende.
Lors du coup d’État (le 11 septembre 1973), il est arrêté avec les autres membres du gouvernement au palais de la Moneda et emprisonné à l’École militaire puis transféré à l’Île Dawson où il est systématiquement torturé. Lorsqu’il est rapatrié à l’hôpital militaire de Santiago, il est dans un état de dénutrition très avancé (son poids est de 49 kg pour 1,92 m) et terriblement affaibli.
Il meurt le 15 mars 1974. La version officielle – contestée  – est celle d’un « suicide par pendaison au moyen de sa ceinture ». Cette version est rejetée par sa famille, qui argumente que, au moment des faits, son état s’étant tellement délabré, il n’était même plus en mesure de se tenir debout et dans l’incapacité totale d’effectuer un tel geste, considérant qu’il a donc été étranglé. C'est, selon Jorge Ascalante du Journal Chilien La Nación, ce qu'affirme le médecin légiste Domingo Alfonso Chelen Araya, qui l'a autopsié le 15 mars 1974 et a refusé de signer le constat de suicide.

## Famille
Après sa mort, son épouse Raquel Victoria (Moy) Morales Etchevers de Toha et ses enfants, Carolina Toha et José Toha s’exilent au Mexique.
Moy de Toha sera nommée attachée culturelle à l’ambassade du Mexique et ambassadeur au Honduras puis au Salvador, durant les gouvernements de Patricio Aylwin, d'Eduardo Frei et de Ricardo Lagos
Sa fille aînée, Carolina Toha Morales, docteur en sciences politiques, après avoir été sous-secrétaire d’État à la présidence sous Ricardo Lagos, a été élue députée de Santiago (Parti démocrate) en 2001, puis réélue en 2005.
Membre de la commission de l’Education de la Chambre des députés, elle est chargée du Conseil présidentiel de l’éducation.
Son fils, José Toha Morales, a terminé son cursus universitaire aux États-Unis et exerce son métier d’architecte à Washington DC.
Son frère, Jaime Toha Gonzales, né le 16 juin 1938, qui avait été ministre de l’Agriculture du gouvernement Allende, fut également détenu à l'île Dawson. Rentrant d’exil (Mexique puis Afrique) après le retour de la démocratie, il participe aux gouvernements Chiliens successifs : il est nommé ministre de l’Energie et de l’Économie du gouvernement de Patricio Aylwin, il préside diverses entreprises d’État (Entreprise électrique, Entreprise nationale du charbon, Entreprise portuaire du Chili et de Valparaiso) il est nommé ministre des Travaux publics par le président Eduardo Frei Ruiz-Tagle, officie en tant qu’intendant de la VIIe Région durant le gouvernement de Ricardo Lagos et en avril 2007, est nommé ambassadeur à Cuba par la présidente Michelle Bachelet.

## Carrière
Ministre de I'Intérieur 1970 - 1972
- Prédécesseur : Edmundo Pérez Zujovic
- Successeur : Alejandro Rios Valdivia

Ministre de la Defense nationale 1972-1973
- Prédécesseur : Alejandro Ríos Valdivia
- Successeur : Clodomiro Almeyda